# دنی (بازیکن فوتبال)
دنیل میگل آلوس گومس (پرتغالی: Daniel Miguel Alves Gomes؛ زادهٔ ۷ اوت ۱۹۸۳) که عموماً با نام دنی شناخته می‌شود، بازیکن فوتبال اهل پرتغال است.